# Henri Hazebrouck
Henri Alphonse Hazebrouck (ur. 21 lipca 1877 w Roubaix, zm. 1 grudnia 1948 tamże) – francuski wioślarz, złoty medalista olimpijski.
Wystąpił na igrzyskach olimpijskich w Paryżu w 1900, gdzie Francuzi w składzie: Henri Bouckaert, Jean Cau, Émile Delchambre, Henri Hazebrouck i sternik Charlot zdobyli złoty medal w czwórkach ze sternikiem. 